# Straszakowate
Straszakowate (Heleophrynidae) – rodzina płazów z rzędu płazów bezogonowych (Anura). Najbliższymi ich krewnymi prawdopodobnie są seszelkowate.

## Morfologia
Straszakowate przystosowały się do skalistych terenów, które zamieszkują. Osiągają średnią wielkość, dorastając 6 cm. Ich ciało uległo spłaszczeniu, dzięki czemu łatwiej im wślizgiwać się do szczelin skalnych. Budowa palców także ułatwia im wspinaczkę.
Kijanki dysponują specjalnym narządem gębowym, tworzącym jakby przyssawkę.

## Występowanie
Zwierzęta te zamieszkują górskie i wyżynne obszary na południu Afryki (Południowa Afryka, Eswatini, Lesotho).

## Podział systematyczny
Do rodziny należą następujące rodzaje:
- Hadromophryne Van Dijk, 2008 – jedynym przedstawicielem jest Hadromophryne natalensis (Hewitt, 1913) – straszak natalski[7]
- Heleophryne W.L. Sclater, 1898

## EDGE
21 stycznia 2008 Evolutionarily Distinct and Globally Endangered (EDGE) określił najbardziej dziwaczne, piękne i zagrożone gatunki. Zaliczane tu płazy są najniezwyklejsze i najbardziej rozpoznawalne, a 85% z pierwszej setki z nich nie jest chronione lub działania na rzecz ochrony są bardzo nieznaczne. Straszakowate znajdują się w pierwszej dziesiątce na tej liście.